# Wilbraham Tollemache (2e baron Tollemache)
Pour les articles homonymes, voir Tollemache.
Wilbraham Frederic Tollemache, 2e baron Tollemache (4 juillet 1832 - 17 décembre 1904), est un député britannique conservateur.

## Carrière
Tollemache est le fils aîné de John Tollemache (1er baron Tollemache) et de sa première épouse Georgina Louisa Best. Il est élu à la Chambre des communes de Cheshire West en 1868 (succédant à son père), circonscription qu'il représente jusqu'en 1885. En 1890, il succède à son père comme second baron Tollemache et prend place à la Chambre des lords.

## Famille
Lord Tollemache se marie deux fois et laisse quatre fils et deux filles de sa première femme.
Son fils aîné, Lyonel Plantagenet Tollemache (1860–1902) est décédé en août 1902 après avoir fait un malaise en nageant. Il est marié à Lady Blanche Sybil King (1862–1923), fille unique et héritière de Robert King, 7e comte de Kingston, et laisse deux fils.
Lord Tollemache est décédé en décembre 1904, à l'âge de 72 ans, et est remplacé dans la baronnie par son petit-fils Bentley Lyonel John Tollemache.